# Copa do Mundo de Futebol Feminino Sub-17 de 2016
A Copa do Mundo de Futebol Feminino Sub-17 de 2016 foi a quinta edição do evento organizado pela Federação Internacional de Futebol (FIFA), sendo realizada na Jordânia. O torneio teve início no dia 30 de setembro em Amã e se encerrou na mesma cidade em 21 de outubro. O evento teve a participação de 16 seleções qualificadas previamente por meio dos campeonatos continentais da categoria. As partidas foram disputadas em quatro estádios espalhados por três cidades-sedes.
Campeã da primeira edição em 2008, a Coreia do Norte conquistou o segundo título da categoria ao vencer o Japão, então defensor do título em 2014, por 5–4 na disputa por pênaltis após empate em 0–0 no tempo normal da partida decisiva.

## Candidatura
Quatro nações se candidataram para sediar o evento, sendo elas: África do Sul, Bahrein, República da Irlanda e Jordânia. Depois de uma conversa entre diversos membros da FIFA, várias competições tiveram suas nações sedes definidas. Em 5 de dezembro de 2013 a FIFA anunciou que a Jordânia seria a sede do torneio.
Nações que demonstraram interesse em sediar o torneio:
- África do Sul
- Bahrein
- Irlanda
- Jordânia

## Seleções qualificadas
Dezesseis seleções participaram do torneio, divididas por todas as federações afiliadas à FIFA, com vagas distribuídas da seguinte maneira:
| Confederação                                  | Torneio de qualificação                      | Qualificada (s)              |
| --------------------------------------------- | -------------------------------------------- | ---------------------------- |
| AFC (Ásia)                                    | Campeonato Asiático Sub-16 de 2015           | Coreia do Norte Japão        |
| CAF (África)                                  | Torneio Qualificatório Sub-17 da CAF de 2016 | Camarões Gana Nigéria        |
| CONCACAF (América do Norte, Central e Caribe) | Campeonato da CONCACAF Sub-17 de 2016        | Estados Unidos México Canadá |
| CONMEBOL (América do Sul)                     | Campeonato Sul-Americano Sub-17 de 2016      | Venezuela Brasil Paraguai    |
| OFC (Oceania)                                 | Campeonato da Oceania Sub-17 de 2016         | Nova Zelândia                |
| UEFA (Europa)                                 | Campeonato Europeu Sub-17 de 2016            | Alemanha Espanha Inglaterra  |
| País-sede                                     | País-sede                                    | Jordânia                     |

## Cidades-sedes
Foram definidas que três cidades sediariam o torneio, sendo elas Amã, Irbid e Zarqa. As partidas foram disputadas em quatro estádios diferentes, sendo eles:
| Amã                                    | Irbid                     |
| -------------------------------------- | ------------------------- |
| Estádio Internacional de Amã           | Estádio Al-Hassan         |
| Capacidade: 13 000                     | Capacidade: 12 000        |
|                                        |                           |
| Irbid Amã ZarqaLocalização das cidades |                           |
| Amã                                    | Zarqa                     |
| Estádio Rei Abdullah                   | Estádio Príncipe Mohammed |
| Capacidade: 12 000                     | Capacidade: 12 000        |
|                                        |                           |

## Arbitragem
As seguintes árbitras foram designadas para o torneio:
| Árbitro                   | Assistentes                                    |     |
| AFC                       | AFC                                            | AFC |
| ------------------------- | ---------------------------------------------- | --- |
| AUS Kate Jacewicz         | AUS Renae Coghill IND Uvena Fernandes          |     |
| KOR Park Ji-Yeong         | KOR Lee Seul-Gi CHN Liang Jianping             |     |
| JPN Yoshimi Yamashita     | VIE Trương Thị Lệ Trinh JPN Maiko Hagio        |     |
| KOR Oh Hyeong-Jeong[RES]  |                                                |     |
| CONCACAF                  |                                                |     |
| CAN Marie-Soleil Beaudoin | JAM Stephanie-Dale Yee Sing JAM Princess Brown |     |
| USA Ekaterina Koroleva    | USA Kathryn Nesbitt USA Deleana Quan           |     |
| SLV Mirian León           | SLV Thelma Beltrán MEX Yudilia Briones         |     |
| CONMEBOL                  |                                                |     |
| ARG Laura Fortunato       | ARG Daiana Milone CHI Leslie Vásquez           |     |
| BRA Regildenia Moura      | BRA Tatiane Sacilotti PAR Nilda Gamarra        |     |
| COL Yeimy Martínez        | COL Luzmilla González BOL Liliana Bejarano     |     |

| Árbitro                    | Assistentes                                       |
| CAF                        | CAF                                               |
| -------------------------- | ------------------------------------------------- |
| TOG Aïssata Amegee         | CMR Josiane Mbakop MLI Fanta Idrissa Koné         |
| ETH Ledya Tafesse          | CMR Josiane Mbakop MLI Fanta Idrissa Koné         |
| OFC                        |                                                   |
| FIJ Finau Vulivuli         |                                                   |
| UEFA                       |                                                   |
| MLT Esther Azzopardi       | ITA Luci Abruzzese SCO Kylie McMullan             |
| POR Sandra Braz            | SUI Susanne Küng NED Nicolet Bakker               |
| RUS Anastasia Pustovoitova | RUS Ekaterina Kurochkina UKR Oleksandra Ardasheva |
| CZE Olga Zadinová          | SVK Slavomira Majkuthová POL Katarzyna Wójs       |

- RES. ^ Árbitra reserva

## Fase de grupos
As 16 equipes classificadas foram divididas em quatro grupos de quatro equipes cada. Todas se enfrentaram dentro dos grupos, num total de três partidas. A vencedora e a segunda colocada de cada grupo avançaram as quartas de final. As partidas da fase de grupos foram aprovadas pelo Comitê Executivo em 25 de maio de 2015 e o cronograma oficial das partidas apresentado no dia 10 de agosto de 2015.
|  | Equipes classificadas às quartas de final |
|  | Equipes eliminadas                        |

Todas as partidas seguem o fuso horário local (UTC+3).

### Grupo A
| Seleção       | P | J | V | E | D | GP | GC | SG  |
| ------------- | - | - | - | - | - | -- | -- | --- |
| México        | 7 | 3 | 2 | 1 | 0 | 10 | 2  | +8  |
| Espanha       | 7 | 3 | 2 | 1 | 0 | 9  | 1  | +8  |
| Nova Zelândia | 3 | 3 | 1 | 0 | 2 | 5  | 7  | –2  |
| Jordânia      | 0 | 3 | 0 | 0 | 3 | 1  | 15 | –14 |

| 30 de setembro | México                                                          | 5 – 0     | Nova Zelândia | Estádio Internacional de Amã, Amã          |
| 17:00          | Espinosa 19' · Ovalle 36' · López 68' · Avalos 81' · Torres 87' | Relatório |               | Público: 7 635 Árbitro: COL Yeimy Martínez |

| 30 de setembro | Jordânia | 0 – 6     | Espanha                                            | Estádio Internacional de Amã, Amã                  |
| 20:00          |          | Relatório | L. Navarro 6', 27', 42', 47' (pen), 79' · Pina 89' | Público: 14 347 Árbitro: CAN Marie-Soleil Beaudoin |

| 3 de outubro | Espanha                   | 2 – 0     | Nova Zelândia | Estádio Al-Hassan, Irbid                |
| 16:00        | Aleixandri 80' · Pina 85' | Relatório |               | Público: 698 Árbitro: KOR Park Ji-Yeong |

| 3 de outubro | Jordânia      | 1 – 4     | México                                              | Estádio Al-Hassan, Irbid                   |
| 19:00        | Abu-Sabbah 6' | Relatório | Enrigue 13' · Cazares 17' · Ovalle 54' · Juárez 85' | Público: 8 250 Árbitro: FIJ Finau Vulivuli |

| 7 de outubro | Nova Zelândia                           | 5 – 0     | Jordânia | Estádio Príncipe Mohammed, Zarqa           |
| 16:00        | Tawharu 5', 90' · Blake 28', 76', 90+2' | Relatório |          | Público: 4 493 Árbitro: TOG Aïssata Amegee |

| 7 de outubro | Espanha        | 1 – 1     | México       | Estádio Rei Abdullah, Amã                 |
| 16:00        | E. Navarro 58' | Relatório | Espinosa 56' | Público: 1 900 Árbitro: ETH Ledya Tafesse |

### Grupo B
| Seleção   | P | J | V | E | D | GP | GC | SG |
| --------- | - | - | - | - | - | -- | -- | -- |
| Alemanha  | 7 | 3 | 2 | 1 | 0 | 5  | 2  | +3 |
| Venezuela | 6 | 3 | 2 | 0 | 1 | 5  | 3  | +2 |
| Canadá    | 4 | 3 | 1 | 1 | 1 | 4  | 5  | –1 |
| Camarões  | 0 | 3 | 0 | 0 | 3 | 3  | 7  | –4 |

| 30 de setembro | Venezuela   | 1 – 2     | Alemanha            | Estádio Al-Hassan, Irbid                  |
| 15:00          | Cazorla 61' | Relatório | Gwinn 7' · Bühl 74' | Público: 3 731 Árbitro: AUS Kate Jacewicz |

| 30 de setembro | Camarões               | 2 – 3     | Canadá                                          | Estádio Al-Hassan, Irbid                |
| 18:00          | Djoubi 17' · Dabda 42' | Relatório | Huitema 3' · Stratigakis 78' (pen) · Taylor 83' | Público: 4 200 Árbitro: POR Sandra Braz |

| 3 de outubro | Venezuela              | 2 – 1     | Camarões       | Estádio Internacional de Amã, Amã             |
| 16:00        | Castellanos 23', 90+4' | Relatório | Takounda 90+3' | Público: 1 275 Árbitro: JPN Yoshimi Yamashita |

| 3 de outubro | Alemanha    | 1 – 1     | Canadá   | Estádio Internacional de Amã, Amã            |
| 19:00        | Gwinn 45+2' | Relatório | Rose 20' | Público: 3 384 Árbitro: BRA Regildenia Moura |

| 7 de outubro | Canadá | 0 – 2     | Venezuela                    | Estádio Rei Abdullah, Amã                 |
| 19:00        |        | Relatório | Castellanos 30' · Moreno 74' | Público: 2 704 Árbitro: CZE Olga Zadinová |

| 7 de outubro | Alemanha                 | 2 – 0     | Camarões | Estádio Príncipe Mohammed, Zarqa          |
| 19:00        | Gwinn 15' · Oberdorf 72' | Relatório |          | Público: 1 130 Árbitro: KOR Park Ji-Yeong |

### Grupo C
| Seleção         | P | J | V | E | D | GP | GC | SG |
| --------------- | - | - | - | - | - | -- | -- | -- |
| Coreia do Norte | 7 | 3 | 2 | 1 | 0 | 7  | 3  | +4 |
| Inglaterra      | 5 | 3 | 1 | 2 | 0 | 5  | 4  | +1 |
| Brasil          | 3 | 3 | 1 | 0 | 2 | 2  | 3  | –1 |
| Nigéria         | 1 | 3 | 0 | 1 | 2 | 0  | 4  | –4 |

| 1 de outubro | Nigéria | 0 – 1     | Brasil       | Estádio Rei Abdullah, Amã                 |
| 16:00        |         | Relatório | Micaelly 42' | Público: 4 500 Árbitro: CZE Olga Zadinová |

| 1 de outubro | Inglaterra                             | 3 – 3     | Coreia do Norte                                        | Estádio Rei Abdullah, Amã                 |
| 19:00        | Brazil 20' · Stanway 33' · Russo 90+4' | Relatório | Sung Hyang-Sim 29' · Kim Pom-Ui 67' · Ko Kyong-Hui 84' | Público: 2 500 Árbitro: ETH Ledya Tafesse |

| 4 de outubro | Nigéria | 0 – 0     | Inglaterra | Estádio Príncipe Mohammed, Zarqa             |
| 16:00        |         | Relatório |            | Público: 664 Árbitro: USA Ekaterina Koroleva |

| 4 de outubro | Brasil | 0 – 1     | Coreia do Norte | Estádio Príncipe Mohammed, Zarqa                   |
| 19:00        |        | Relatório | Ri Hae-Yon 71'  | Público: 2 463 Árbitro: RUS Anastasia Pustovoitova |

| 8 de outubro | Coreia do Norte          | 3 – 0     | Nigéria | Estádio Internacional de Amã, Amã               |
| 16:00        | Ri Hae-Yon 30', 45', 83' | Relatório |         | Público: 947 Árbitro: CAN Marie-Soleil Beaudoin |

| 8 de outubro | Brasil      | 1 – 2     | Inglaterra                     | Estádio Al-Hassan, Irbid                  |
| 16:00        | Kerolin 36' | Relatório | Stanway 45+3' (pen), 60' (pen) | Público: 1 400 Árbitro: AUS Kate Jacewicz |

### Grupo D
| Seleção        | P | J | V | E | D | GP | GC | SG  |
| -------------- | - | - | - | - | - | -- | -- | --- |
| Japão          | 9 | 3 | 3 | 0 | 0 | 13 | 2  | +11 |
| Gana           | 6 | 3 | 2 | 0 | 1 | 3  | 6  | –3  |
| Estados Unidos | 3 | 3 | 1 | 0 | 2 | 9  | 6  | +3  |
| Paraguai       | 0 | 3 | 0 | 0 | 3 | 1  | 12 | –11 |

| 1 de outubro | Gana | 0 – 5     | Japão                                              | Estádio Príncipe Mohammed, Zarqa        |
| 16:00        |      | Relatório | Ueki 7' · Endo 18', 21' · Takarada 26' · Chiba 83' | Público: 1 083 Árbitro: SLV Mirian León |

| 1 de outubro | Estados Unidos                                                       | 6 – 1     | Paraguai   | Estádio Príncipe Mohammed, Zarqa                   |
| 19:00        | Tagliaferri 11' · Kuhlmann 14', 49', 87' · Pickett 69' · Sanchez 82' | Relatório | Fretes 53' | Público: 2 078 Árbitro: RUS Anastasia Pustovoitova |

| 4 de outubro | Estados Unidos | 1 – 2     | Gana                                   | Estádio Rei Abdullah, Amã                   |
| 16:00        | Tagliaferri 5' | Relatório | Acheampong 63' · Owusu-Ansah 84' (pen) | Público: 2 000 Árbitro: ARG Laura Fortunato |

| 4 de outubro | Paraguai | 0 – 5     | Japão                                                    | Estádio Rei Abdullah, Amã                    |
| 19:00        |          | Relatório | Takahashi 4' · Nojima 29', 39' (pen), 44' · Takarada 89' | Público: 2 600 Árbitro: MLT Esther Azzopardi |

| 8 de outubro | Japão                               | 3 – 2     | Estados Unidos           | Estádio Internacional de Amã, Amã          |
| 19:00        | Ueki 53' · Kanno 75' · Miyazawa 77' | Relatório | Sanchez 33', 90+1' (pen) | Público: 2 580 Árbitro: COL Yeimy Martínez |

| 8 de outubro | Paraguai | 0 – 1     | Gana            | Estádio Al-Hassan, Irbid                   |
| 19:00        |          | Relatório | Owusu-Ansah 68' | Público: 1 703 Árbitro: FIJ Finau Vulivuli |

## Fase final
|  | Quartas de final          | Quartas de final          |                           |         | Semifinais     | Semifinais     |  |  | Final                     | Final |
|  |                           |                           |                           |         |                |                |  |  |                           |       |
|  | 12 de outubro – Amã (EIA) |                           |                           |         |                |                |  |  |                           |       |
|  |                           |                           |                           |         |                |                |  |  |                           |       |
|  | México                    | 1                         |                           |         |                |                |  |  |                           |       |
|  | México                    | 1                         | 17 de outubro – Amã (ERA) |         |                |                |  |  |                           |       |
|  | Venezuela                 | 2                         |                           |         |                |                |  |  |                           |       |
|  | Venezuela                 | 2                         | Venezuela                 | 0       |                |                |  |  |                           |       |
|  | 13 de outubro – Irbid     |                           | Venezuela                 | 0       |                |                |  |  |                           |       |
|  |                           | Coreia do Norte           | 3                         |         |                |                |  |  |                           |       |
|  | Coreia do Norte           | Coreia do Norte           | 3                         | 2       |                |                |  |  |                           |       |
|  | Coreia do Norte           |                           | 21 de outubro – Amã (EIA) | 2       |                |                |  |  |                           |       |
|  | Gana                      | 1                         |                           |         |                |                |  |  |                           |       |
|  | Gana                      | 1                         | Coreia do Norte (pen)     | 0 (5)   |                |                |  |  |                           |       |
|  | 12 de outubro – Amã (EIA) |                           | Coreia do Norte (pen)     | 0 (5)   |                |                |  |  |                           |       |
|  |                           | Japão                     | 0 (4)                     |         |                |                |  |  |                           |       |
|  | Alemanha                  | Japão                     | 0 (4)                     | 1       |                |                |  |  |                           |       |
|  | Alemanha                  | 17 de outubro – Amã (ERA) |                           | 1       |                |                |  |  |                           |       |
|  | Espanha                   | 2                         |                           |         |                |                |  |  |                           |       |
|  | Espanha                   | 2                         | Espanha                   | 0       | Terceiro lugar | Terceiro lugar |  |  |                           |       |
|  | 13 de outubro – Irbid     |                           | Espanha                   | 0       | Terceiro lugar | Terceiro lugar |  |  |                           |       |
|  |                           | Japão                     | 3                         |         |                |                |  |  |                           |       |
|  | Japão                     | Japão                     | 3                         | 3       | Venezuela      | 0              |  |  |                           |       |
|  | Japão                     |                           |                           | 3       | Venezuela      | 0              |  |  |                           |       |
|  | Inglaterra                | 0                         |                           | Espanha | 4              |                |  |  |                           |       |
|  | Inglaterra                | 0                         |                           |         | 4              |                |  |  |                           |       |
|  |                           |                           |                           |         |                |                |  |  | 21 de outubro – Amã (EIA) |       |
|  |                           |                           |                           |         |                |                |  |  |                           |       |

### Quartas de final
| 12 de outubro | México      | 1 – 2     | Venezuela            | Estádio Internacional de Amã, Amã                |
| 16:00         | Enrigue 34' | Relatório | Castellanos 35', 39' | Público: 856 Árbitro: RUS Anastasia Pustovoitova |

| 12 de outubro | Alemanha       | 1 – 2     | Espanha                   | Estádio Internacional de Amã, Amã       |
| 19:00         | Oberdorf 90+4' | Relatório | Ramos 9' · E. Navarro 36' | Público: 2 225 Árbitro: POR Sandra Braz |

| 13 de outubro | Coreia do Norte                         | 2 – 1     | Gana           | Estádio Al Hassan, Irbid                  |
| 16:00         | Kim Pom-Ui 33' (pen) · Ja Un-Yong 90+4' | Relatório | Acheampong 81' | Público: 493 Árbitro: ARG Laura Fortunato |

| 13 de outubro | Japão                     | 3 – 0     | Inglaterra | Estádio Al Hassan, Irbid                       |
| 19:00         | Endo 3' · Ueki 45+1', 80' | Relatório |            | Público: 1 806 Árbitro: USA Ekaterina Koroleva |

### Semifinal
| 17 de outubro | Venezuela | 0 – 3     | Coreia do Norte                                  | Estádio Rei Abdullah, Amã                 |
| 16:00         |           | Relatório | Kim Pom-Ui 15' · Ja Un-Yong 72' · Ri Hae-Yon 89' | Público: 1 200 Árbitro: CZE Olga Zadinová |

| 17 de outubro | Espanha | 0 – 3     | Japão                                           | Estádio Rei Abdullah, Amã                         |
| 19:00         |         | Relatório | Takahashi 14', 76' (pen) · Rodríguez 48' (g.c.) | Público: 3 250 Árbitro: CAN Marie-Soleil Beaudoin |

### Disputa pelo 3º lugar
| 21 de outubro | Venezuela | 0 – 4     | Espanha                                   | Estádio Internacional de Amã, Amã         |
| 17:00         |           | Relatório | E. Navarro 17' · L. Navarro 53', 78', 87' | Público: 3 200 Árbitro: ETH Ledya Tafesse |

### Final
| 21 de outubro | Coreia do Norte | 0 – 0     | Japão | Estádio Internacional de Amã, Amã          |
| 20:00         |                 | Relatório |       | Público: 12 800 Árbitro: AUS Kate Jacewicz |

|                                                              |       | Penalidades                              |  |
| Ri Hae-Yon Sung Hyang-Sim Ja Un-Yong Ri Kum Hyang Kim Pom-Ui | 5 – 4 | Takahashi Ueki Wakisaka Kanekatsu Nagano |  |

## Premiações
| Copa do Mundo de Futebol Feminino Sub-17 de 2016 |
| Coreia do Norte                                  |
| ------------------------------------------------ |
| COREIA DO NORTE Campeã (2º título)               |

### Individuais
| Chuteira de Ouro   | Bola de Ouro    | Luva de Ouro     | Fair Play |
| ------------------ | --------------- | ---------------- | --------- |
| ESP Lorena Navarro | JPN Fuka Nagano | ESP Noelia Ramos | Japão     |

## Artilharia
| 8 gols (1) - ESP Lorena Navarro 5 gols (2) - PRK Ri Hae-Yon - VEN Deyna Castellanos 4 gols (1) - JPN Riko Ueki 3 gols (10) - ENG Georgia Stanway - ESP Eva Navarro - GER Giulia Gwinn - JPN Hana Takahashi - JPN Jun Endo - JPN Sakura Nojima - NZL Hannah Blake - PRK Kim Pom-Ui - USA Ashley Sanchez - USA Civana Kuhlmann 2 gols (11) - ESP Claudia Pina - GER Lena Oberdorf | 2 gols (continuação) - GHA Gifty Acheampong - GHA Sandra Owusu-Ansah - JPN Saori Takarada - MEX Daniela Espinosa - MEX Jacqueline Ovalle - MEX Jazmín Enrigue - NZL Sam Tawharu - PRK Ja Un-Yong - USA Frankie Tagliaferri 1 gol (29) - BRA Kerolin - BRA Micaelly - CAN Deanne Rose - CAN Hannah Taylor - CAN Jordyn Huitema - CAN Sarah Stratigakis - CMR Alexandra Takounda - CMR Claudia Dabda - CMR Soline Djoubi - ENG Alessia Russo - ENG Ellie Brazil | 1 gol (continuação) - ESP Laia Aleixandri - ESP Natalia Ramos - GER Klara Bühl - JOR Sarah Abu-Sabbah - JPN Hinata Miyazawa - JPN Oto Kanno - JPN Remina Chiba - MEX Celiana Torres - MEX Dayana Cazares - MEX Gabriela Juárez - MEX Jimena López - MEX Verónica Avalos - PAR Limpia Fretes - PRK Ko Kyong-Hui - PRK Sung Hyang-Sim - USA Kiara Pickett - VEN María Cazorla - VEN Yerliane Moreno Gols contra (1) - ESP Lucía Rodríguez (para o Japão) |